# Eriospermum pusillum
Eriospermum pusillum är en sparrisväxtart som beskrevs av Pauline Lesley Perry. Eriospermum pusillum ingår i släktet Eriospermum och familjen sparrisväxter. Inga underarter finns listade i Catalogue of Life.